# Muné Tsenpo
 (décembre 2016).
Si vous disposez d'ouvrages ou d'articles de référence ou si vous connaissez des sites web de qualité traitant du thème abordé ici, merci de compléter l'article en donnant les références utiles à sa vérifiabilité et en les liant à la section « Notes et références ».
Muné Tsenpo (762-799) fut le 39e roi de la dynastie Yarlung du Tibet et empereur de l'Empire du Tibet (629–877). Il régna de 797 à 799. C'était l'aîné des trois fils du roi Trisong Detsen. Il a établi quatre lieux de culte majeurs pour le Tripitaka et l'Abhisambodhi. 
Selon certaines sources, son règne s'est terminé quand il a été empoisonné par sa mère. Son frère, Mutik Tsenpo, lui a succédé.

## Sources
- Central Etudie (Allemagne)
- dabase.org/padma-lb.htm